# آرامگاه امپراتور دونگمیونگ

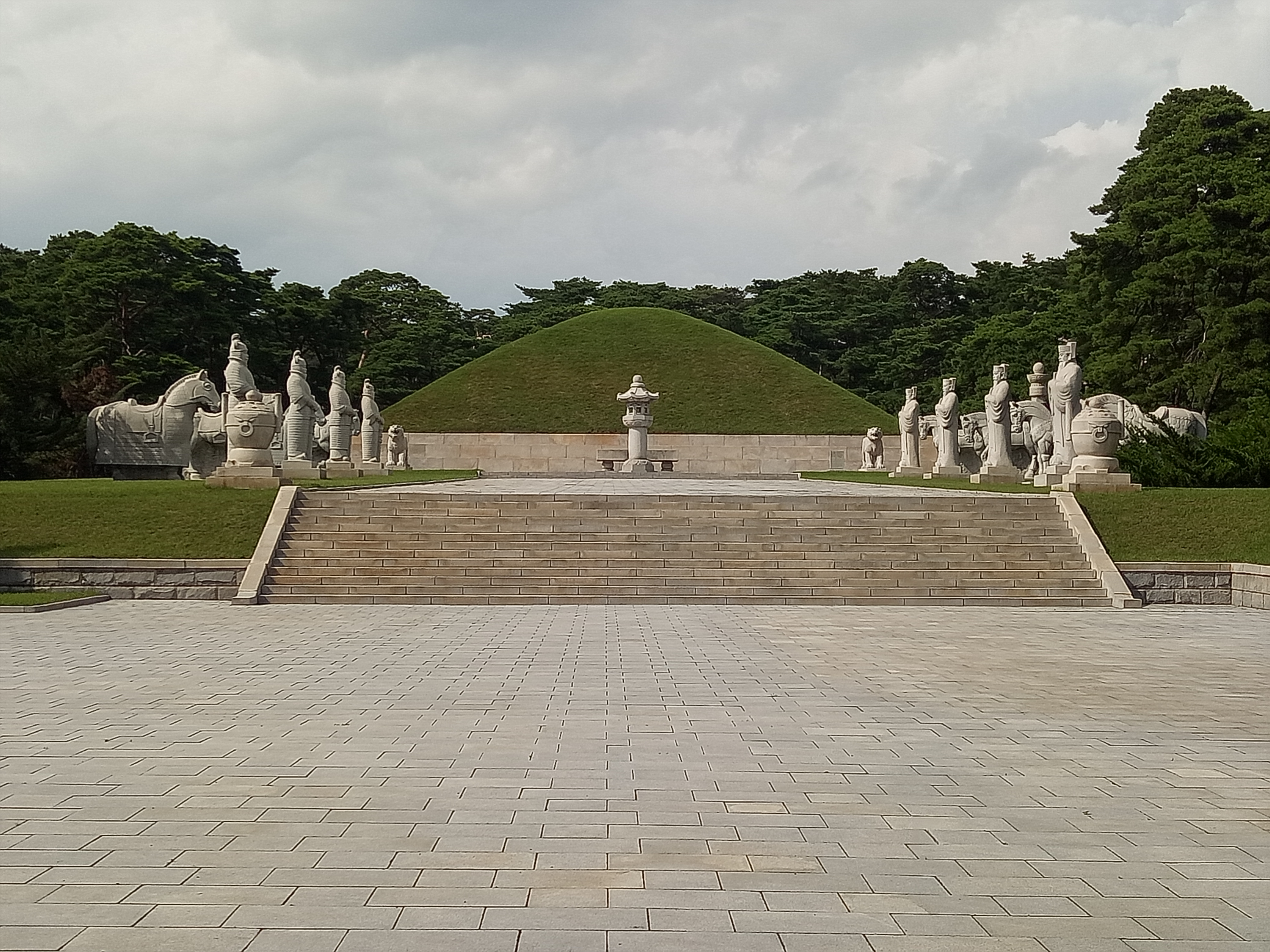
آرامگاه امپراتور دونگمیونگ

آرامگاه امپراتور دونگمیونگ (کره‌ای: 동명왕릉; هانجا: 東明王陵) آرامگاهی است که در نزدیکی روستای ریونگسان، ریوکپو-گویوک، پیونگ یانگ، کره شمالی واقع شده است. یکی از مقبره‌ها، آرامگاه سلطنتی جومونگ (۵۸–۱۹ پیش از میلاد)، بنیانگذار پادشاهی باستانی گوگوریو، شمالی‌ترین از سه پادشاهی کره، است. به پادشاه جومونگ نام پس از مرگ پادشاه دونگ میونگ داده شد. در مجموع، ۶۳ مقبرهٔ مجزا از این دوره وجود دارد. منطقه اطراف قبر دونگ میونگ شامل حداقل پانزده مقبره شناخته شده است که گمان می‌رود متعلق به اربابان دست نشانده مختلف باشند. این آرامگاه به عنوان بخشی از مجموعه آرامگاه‌های گوگوریو در سال ۲۰۰۴ توسط یونسکو ثبت شده است، به عنوان میراث جهانی شناخته شده است و مساحتی بالغ بر ۲۳۳ هکتار (۵۸۰ جریب فرنگی) با منطقه حائل ۱٬۷۰۱ هکتار (۴٬۲۰۰ جریب فرنگی) پوشش می‌دهد. یکی از ویژگی‌های منحصر به فرد این مقبره و دیگر مقبره‌های موجود در این منطقه، نقاشی‌های دیواری است که نیلوفرهای شکوفا را به تصویر می‌کشند و نشان دهندهٔ بودیسم رایج و احتمالاً رایج در کره در حدود سال‌های ۲۷۷ قبل از میلاد تا ۶۶۸ میلادی است.

## تاریخچه

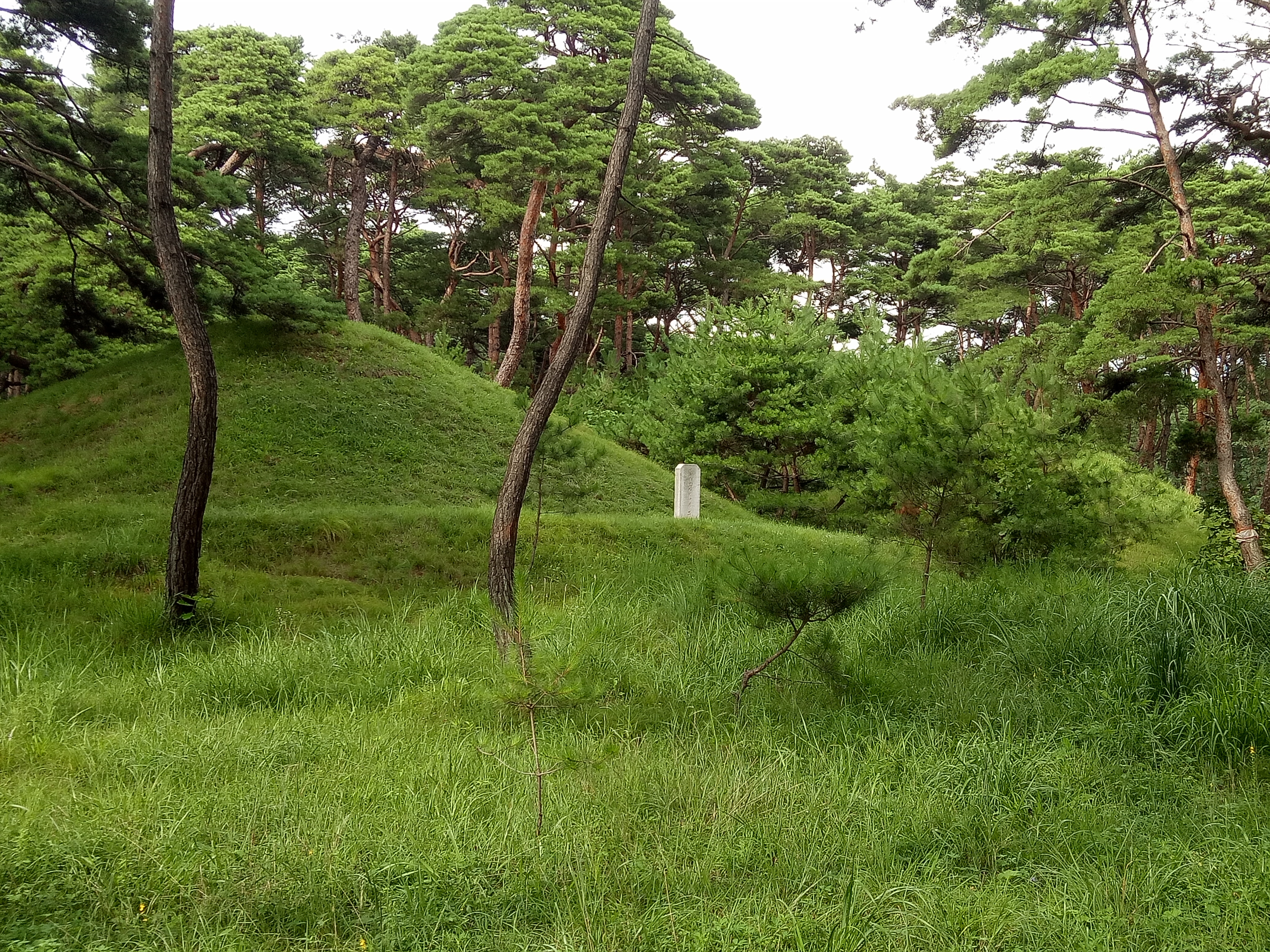
مقبره‌های سلطنتی در داخل مجموعه آرامگاه

این مکان مقدس زمانی ساخته شد که پادشاه جانگسو در سال ۴۲۷ میلادی پایتخت خود را از قلعه کوهستانی هواندو به پیونگ یانگ منتقل کرد. مقبره سلطنتی پادشاه دونگ میونگ یکی از ۶۳ مقبره‌ای است که در پنج منطقه کره شمالی وجود دارد. ساخت همه این مقبره‌ها به قرن‌های ۵ و ۶ میلادی برمی‌گردد. تاریخ آن به پادشاهی گوگوریو برمی‌گردد که بین سال‌های ۲۷۷ قبل از میلاد تا ۶۶۸ میلادی، ابتدا در هوارن، استان لیائونینگ در چین وجود داشت. سپس در سال ۳ میلادی به قلعه گونگنائه در جیان، استان جیلین چین منتقل شد و بعداً در سال ۴۲۷ میلادی به منطقه کوه ته سونگ در پیونگ یانگ منتقل شد. مکان نهایی آن در مکان فعلی قلعه جانگان در مرکز پیونگ یانگ بود. گوگوریو پنج قبیله باستانی داشت که هر کدام مقبره اجدادی خود را داشتند و مراسمی را که در دهمین ماه هر سال با اجرای تونگ میونگ ("دادخواهی به شرق") برگزار می‌شد، برگزار می‌کردند. تونگ میونگ پرستش یک خدای آسمانی به نام سوسین است. کیرینگول در ۲۰۰ متری معبد یونگ میونگ در تپه موران در پیونگ یانگ واقع شده است.
اینهبره‌های دیگر تنها پس از سال ۱۹۰۵، زمانی که کره توسط ژاپنی‌ها اشغال شد، به اطلاع عموم رسیدند. کارشناسان ژاپنی از سال ۱۹۱۱ تا دهه ۱۹۴۰ در انجام تحقیقات علمی و مستندسازی مقبره‌ها نقش مهمی داشتند. مقبره‌های اصلی توسط جویندگان مقبره غارت شده بودند و توسط باستان‌شناسان ژاپنی در طول کاوش‌های انجام شده در سال ۱۹۴۱ پیدا شدند. پس از کاوش‌ها، به دلایل سیاسی بازسازی شد.
یونسکو در سال ۲۰۰۴ این مقبره‌ها را تحت معیارهای زیر به رسمیت شناخت: معیار اول برای ظرافت هنری نقاشی‌های دیواری؛ معیار دوم به دلیل برجسته کردن رسم تدفین گوگوریو که بر سایر فرهنگ‌های منطقه از جمله ژاپن تأثیر گذاشته است؛ معیار سوم به دلیل اینکه نقاشی‌های دیواری نمایانگر تاریخ، باورهای مذهبی و آداب و رسوم مردم هستند؛ و معیار چهارم به دلیل ارائه گونه‌شناسی تدفین است.

## افسانه
افسانه تولد پادشاه در متن تاریخی چینی قرن سوم، ویلوئه، که اکنون بخش عمده‌ای از آن از بین رفته است، روایت شده است. طبق این افسانه، خدمتکار ملکه پس از اصابت صاعقه باردار شد. سپس پادشاه از ترس اینکه این یک اتفاق ماوراء طبیعی باشد که می‌تواند به او آسیب برساند، دستور داد نوزاد را به داخل خوکدانی بیندازند. با این حال، نوزاد به دلیل پشتیبانی تنفسی که توسط خوک‌ها فراهم می‌شد، زنده ماند. سپس نوزاد را به اصطبل اسب انداختند و در آنجا زنده ماند. سپس پادشاه با فهمیدن اینکه کودک یک الوهیت است، به مادرش دستور داد تا او را بزرگ کند. با توجه به وقایعی که منجر به تولدش شد، نام دونگ میونگ (نور شرقی) به او داده شد. او پس از غلبه بر تمام موانع و تلاش‌هایی که برای زندگی‌اش انجام شد، به ساختن پادشاهی خود پرداخت. سپس خود را پادشاه بویو اعلام کرد.

## اهمیت سیاسی
یکی از دو آیین مهم در دوران سلطنت اونجو از بکجه برقرار شد که دونگ میونگ را نیز در بر می‌گرفت؛ اولی بر ارتباطات خانواده سلطنتی با مردم بویو در منچوری از طریق تقدیم قربانی در زیارتگاهی اختصاص داده شده به دونگ میونگ تأکید داشت.
دوران پادشاهی گوگوریو برای دولت کره شمالی از اهمیت ویژه‌ای برخوردار است. به گفته آندری لانکوف، در اوایل دهه ۱۹۷۰، کیم جونگ ایل ظاهراً به "یک نقص عمده باستان‌شناسی کره شمالی اشاره کرد: باستان‌شناسان نتوانسته بودند مقبره پادشاه دونگ‌میونگ را پیدا کنند". در سال ۱۹۷۴، باستان‌شناسان کره شمالی مقبره مورد نیاز را که به درستی "مرمت" شد و به یک جاذبه گردشگری تبدیل شد، تهیه کردند. اگرچه در ابتدا یک مقبره معتبر گوگوریو بود که با نام "مقبره جینپاری شماره ۱۰" شناخته می‌شد، هیچ مدرک دیگری مبنی بر اینکه این مقبره متعلق به پادشاه دونگ‌میونگ است، وجود ندارد.
کشف ادعایی محل دفن پادشاه بنیانگذار پادشاهی گوگوریو، در دهه ۱۹۸۰ با یک «مرمت» گسترده دنبال شد. فرایند بازسازی مستلزم حذف کامل تمام ساختمان‌ها، سازه‌ها و بناهای اصلی به منظور ایجاد یک مقبره جدید از جنس مرمر سفید بود. در ۱۴ مه ۱۹۹۳، مراسم افتتاحیه مقبره تازه ساخته شده با حضور کیم ایل سونگ برگزار شد. کیم همچنین خوشنویسی را بر روی ستون سنگی که در مقبره نصب شده و نام پادشاه بویو بر روی آن حک شده است، نوشت. مقبره پادشاه دونگ میونگ از میراث ملی است و بازسازی و نگهداری آن بر عهده دولت بوده است. کیم ایل سونگ شخصاً بر بازسازی مقبره با بودجه‌ای که توسط دولت تأمین شده بود، نظارت داشت تا آن را به «یک میراث فرهنگی تاریخی تبدیل کند که به نسل آینده منتقل شود.»
در سال ۲۰۰۲، سکه‌های ۱۰ وونی کره شمالی با تصویر مقبره پادشاه جومونگ ضرب شدند.

## معماری
این مقبره، تپه‌ای به ارتفاع ۱۱٫۵ متر (۳۸ فوت) است که در پایه با بلوک‌های سنگی احاطه شده است. هر ضلع تپه ۳۴ متر (۱۱۲ فوت) طول دارد. این مقبره دارای یک اتاق داخلی هرمی شکل ۲۲ متر (۲۴۰ فوت مربع)، یک اتاق جلویی و یک راهرو ساخته شده از سنگ است. اتاق رو به جنوب غربی است. مقبره بازسازی شده پادشاه، برجسته‌ترین مقبره است و یکی از ۲۰ مقبره موجود در روستای چینپا می‌باشد. مجموعه مقبره فعلی کاملاً مدرن است.
مقبره سلطنتی پادشاه دونگ میونگ و سه مقبره کانگسو دارای نقاشی‌های دیواری هستند. مقبره پادشاه دونگ میونگ دارای نقاشی‌های دیواری گوگوریو است که به دلیل رنگ و لحن غنی خود شناخته شده‌اند. نقاشی‌های دیواری یافت شده در مقبره دارای مضامین بودایی، یعنی نیلوفر آبی و تصاویر حیوانات در سقف و دیوارهای مقبره‌ها بودند. این نقاشی‌های دیواری، به صورت واقع‌گرایانه و به صورت سه‌بعدی، صحنه‌های زندگی روزمره مردم مانند رقص زنان، آموزش جنگجویان، پرواز پرندگان در آسمان پوشیده از ابرها، اژدها، شنا کردن ماهی‌ها در رودخانه‌ها و حیات وحش را به تصویر می‌کشند. نقاشی‌های دیواری مقبره، نیلوفرهای آبی شکوفا شده را با سایر تزئینات مذهبی به تصویر می‌کشند که فقط اخلاق سنتی بودایی را نشان می‌دهند و نه چهار تصویر سنتی از صورت‌های فلکی مانند مقبره‌های چینی. استنباط می‌شود که این نشان دهنده بهشت در اصطلاحات مذهبی بودایی است. مقبره دارای کتیبه‌ای است که این واقعیت را اثبات می‌کند که این مکان مقدس برای مراسم جشن بوده است. این مراسم شامل پرستش مادر زمین و همچنین دام‌ها بود. اولی یک آیین آسیای جنوبی است در حالی که دومی نوعی عبادت شمن‌گرایانه است.

## محیط

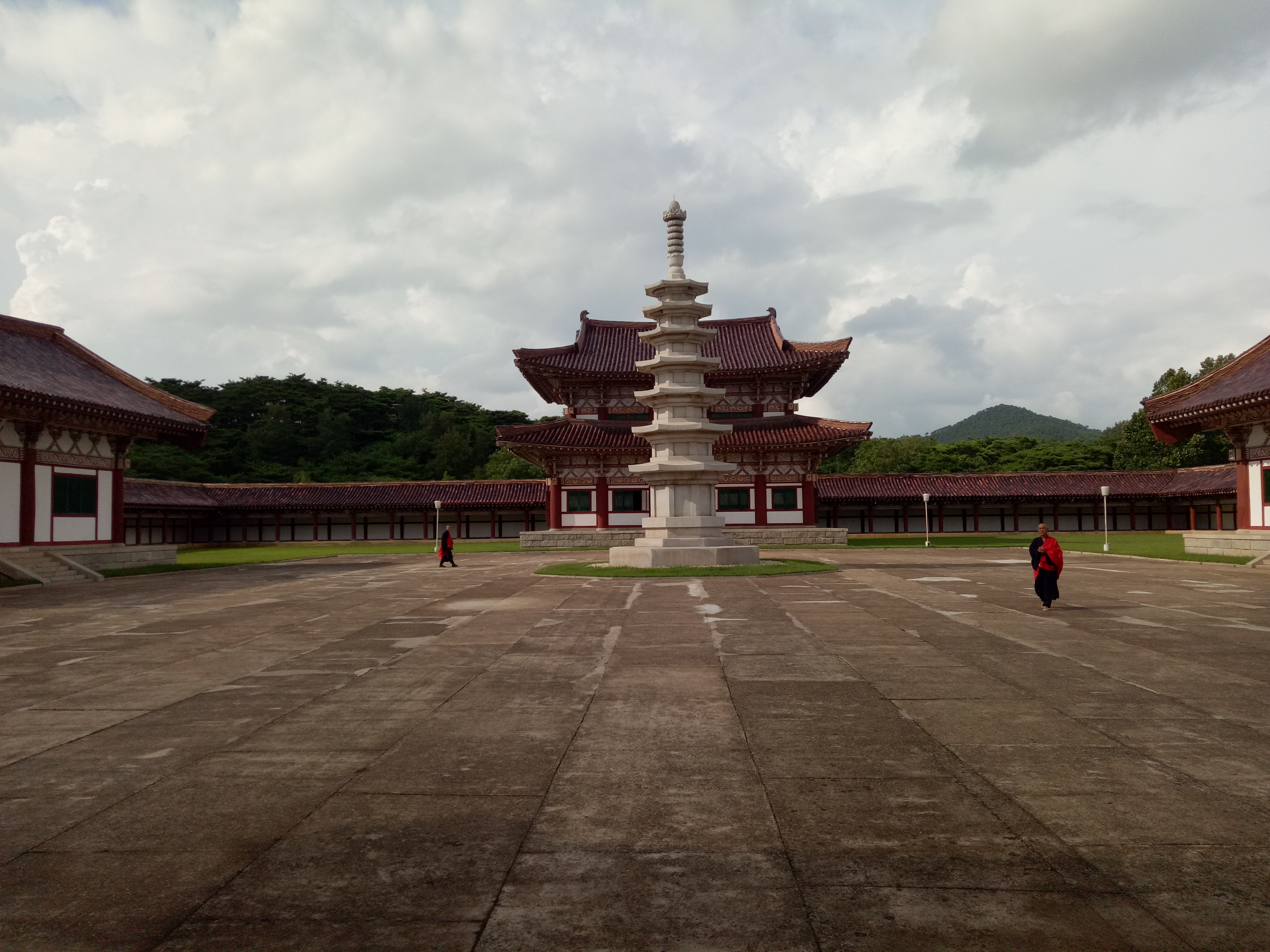
معبد بودایی چونگ‌رونگ در کنار مقبره پادشاه دونگ میونگ

این محوطه شامل یک منطقه چمنزار بزرگ است که یکی از مکان‌های برگزاری سیزدهمین جشنواره جهانی جوانان و دانشجویان بود.

### صومعه بودایی
صومعه بودایی که در سال ۱۹۷۸ کشف شد، در حدود ۱۲۰ متری (۳۹۰ فوت) از مقبره واقع شده است و گمان می‌رود که این صومعه توسط پادشاه جانگسو (۴۱۳–۴۹۱) پس از انتقال پایتخت به پیونگ یانگ در سال ۴۲۷ میلادی ساخته شده باشد. کتیبه‌های یافت شده در اینجا نشان می‌دهند که چانگسو راهب ارشدی بوده که مراسم مذهبی را در مقبره و همچنین در صومعه بودایی نزدیک آن برگزار می‌کرده است. این صومعه دارای سه تالار است که دیوارهای یک بتکده را احاطه کرده‌اند که شبیه معابد ژاپنی ساخته شده در سال‌های بعد است و نشان می‌دهد که فرهنگ بودایی گوگوریو به ژاپن نیز نفوذ کرده است. خود گوگوریو تحت تأثیر بودیسم چینی سلسله‌های شمالی قرار گرفته است.

### معبد بودایی چونگرونگسا
این مجموعه همچنین معبد بودایی بازسازی‌شده چونگرونگسا را در خود جای داده است، جایی که مراسم تشییع جنازه برای پادشاه متوفی برگزار می‌شد. این معبد که پایه‌های آن در سال ۱۹۷۴ کاوش شد، به مناسبت ۲۳۰۰مین سالگرد تولد دونگ‌میونگ بازسازی شد.

## نگارخانه

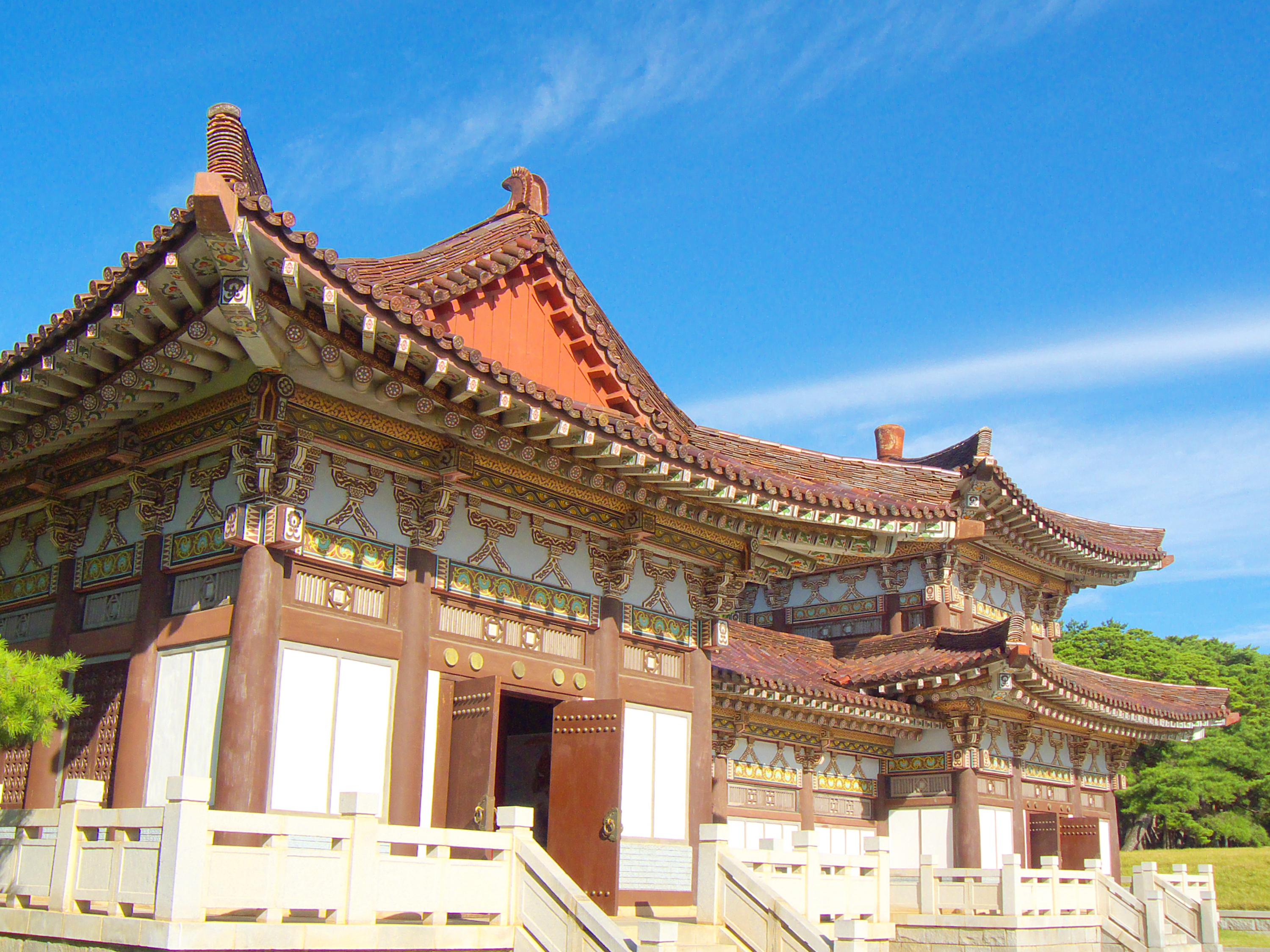
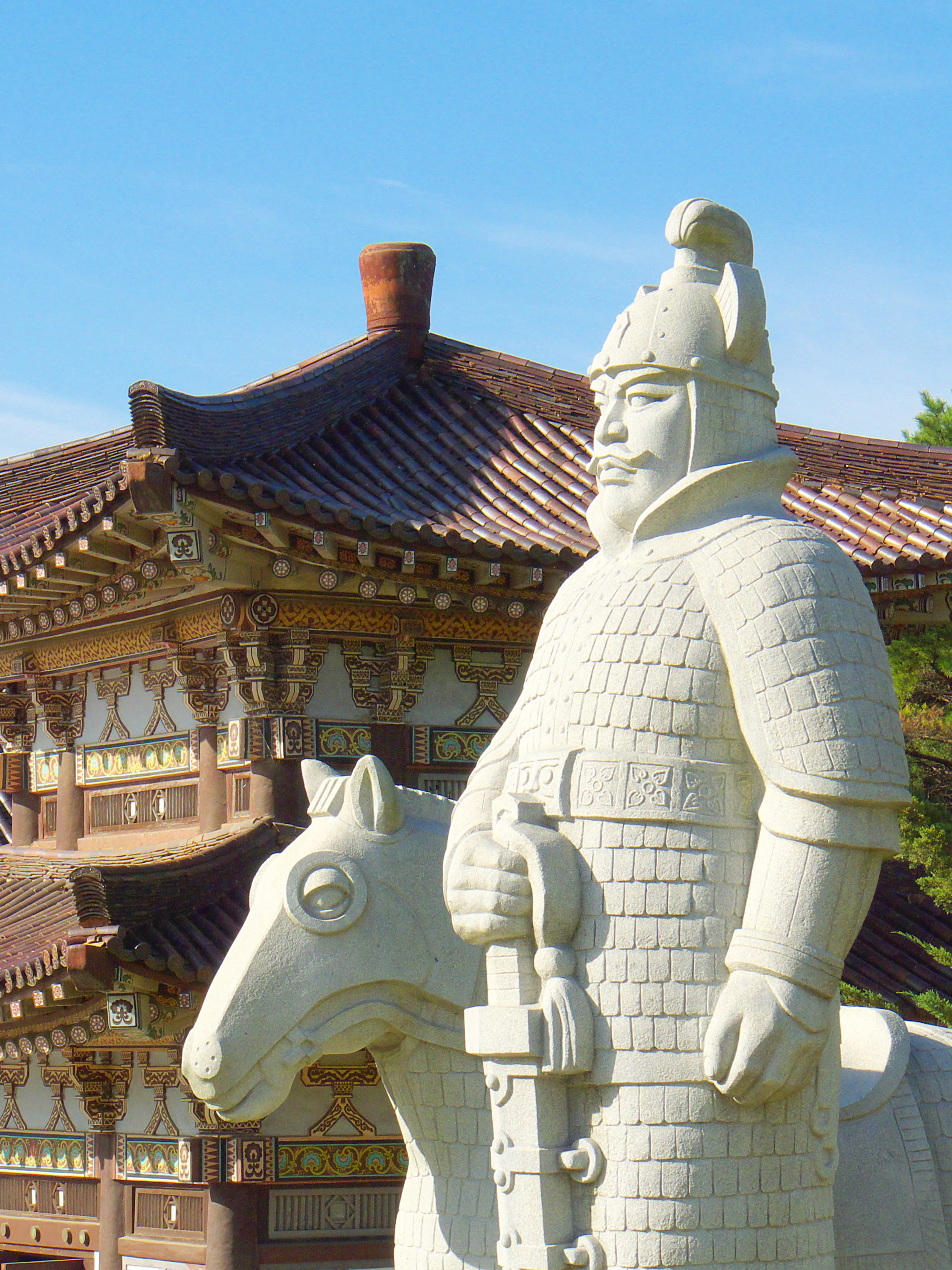
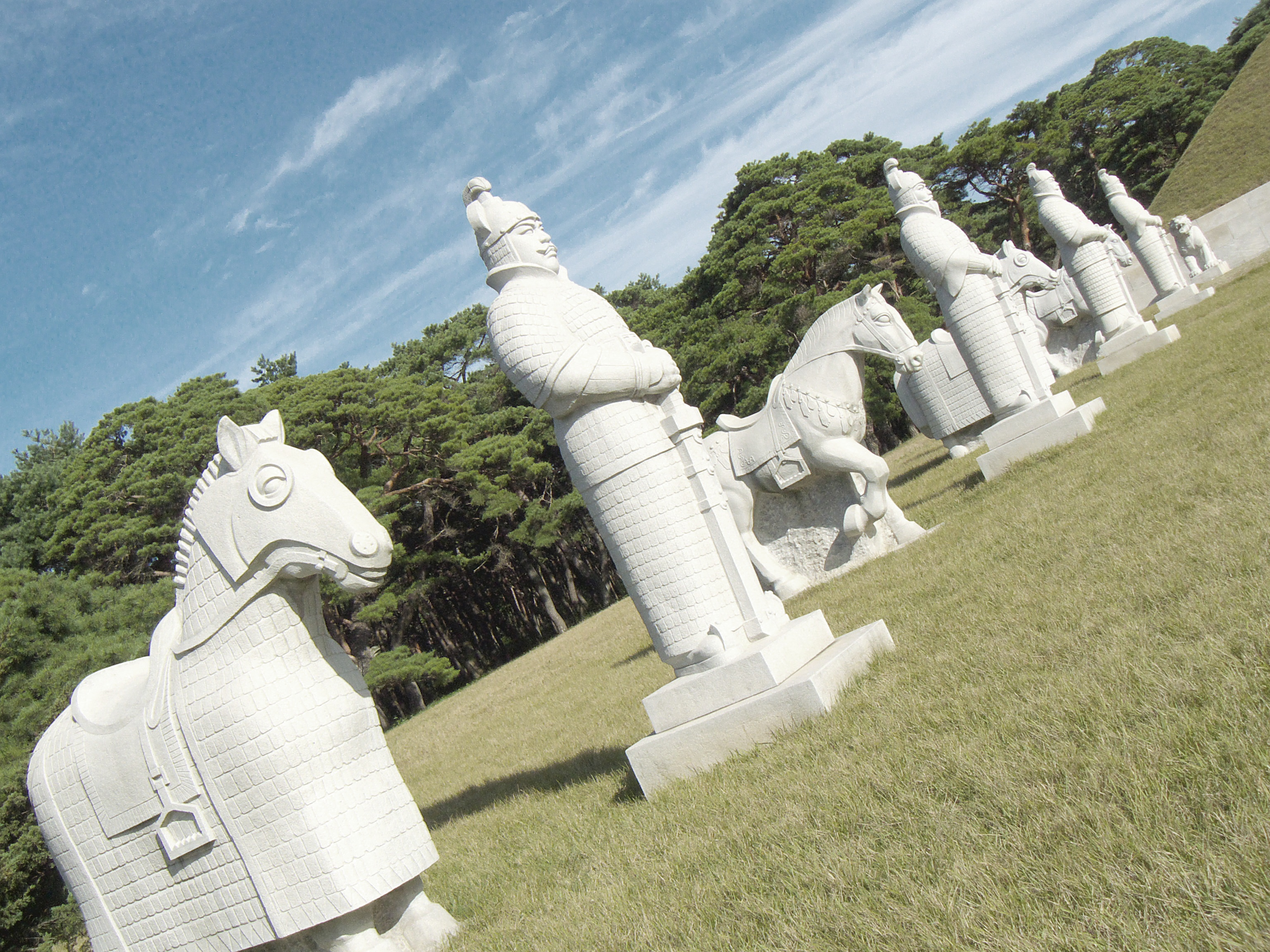
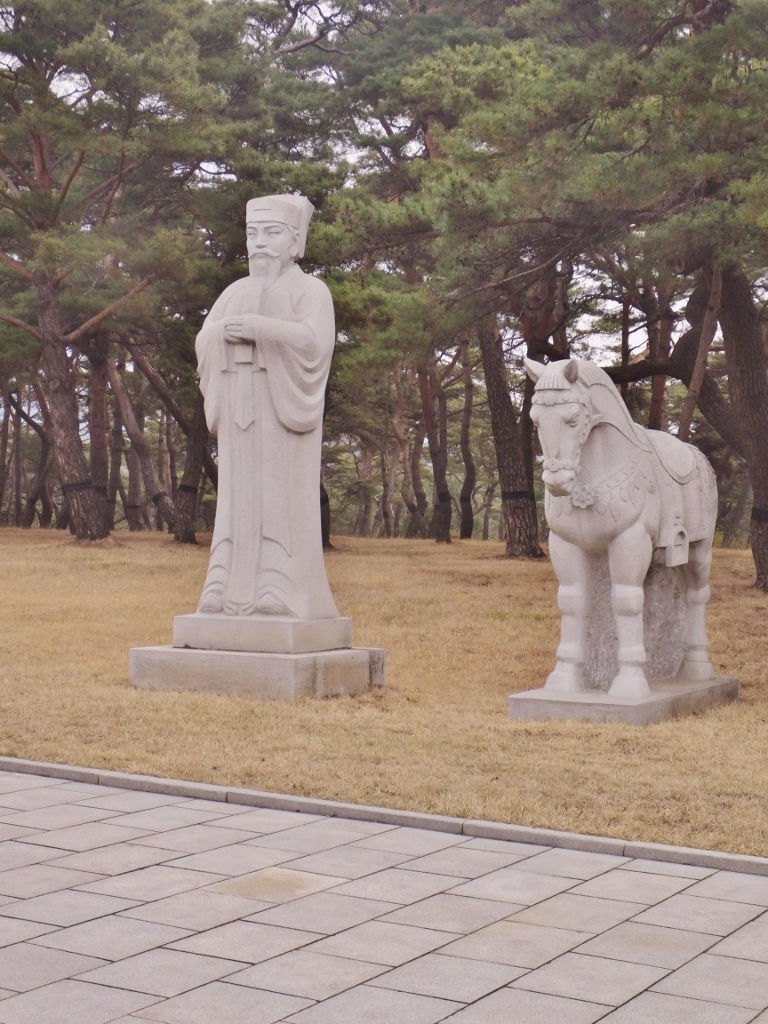
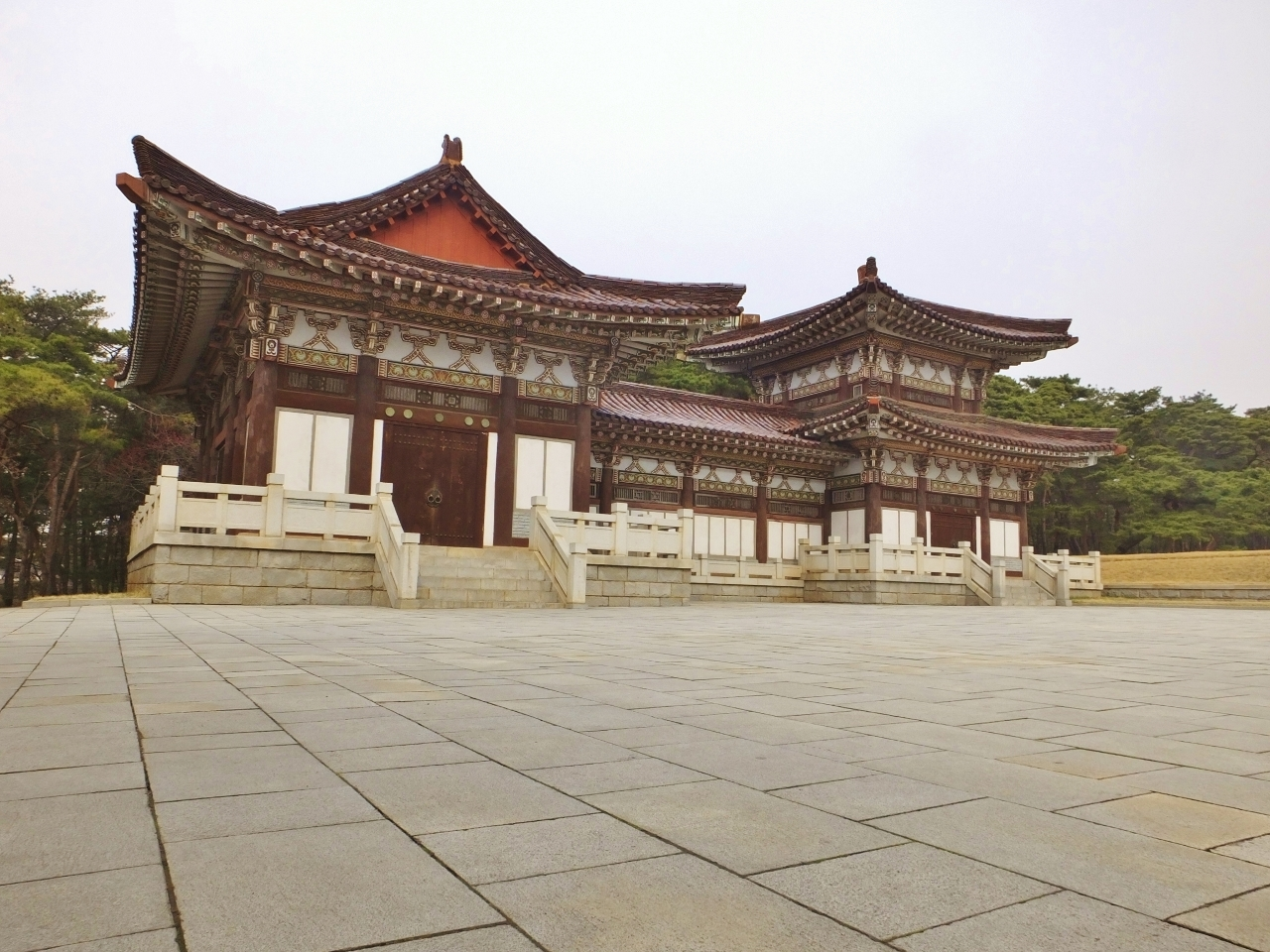
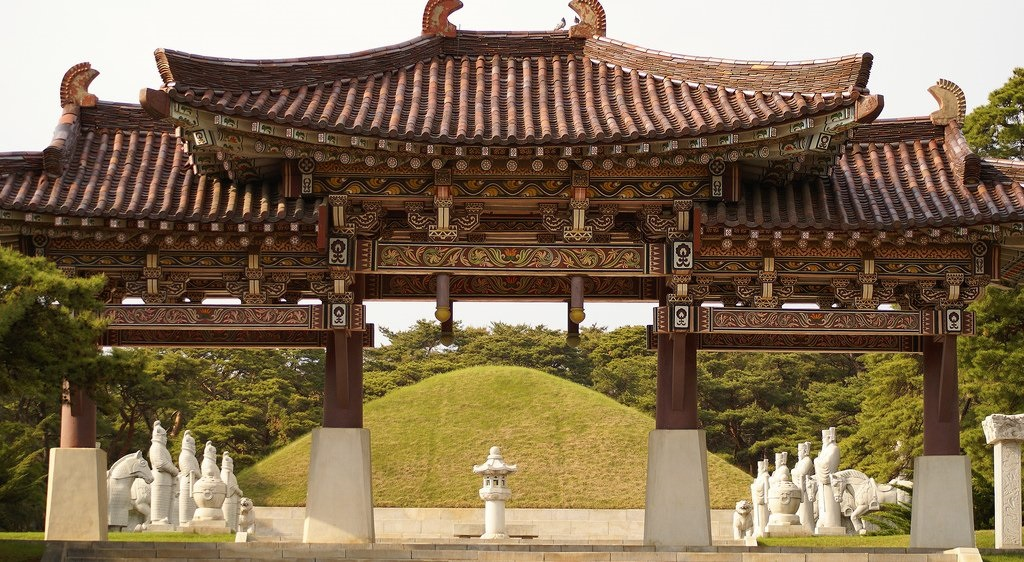
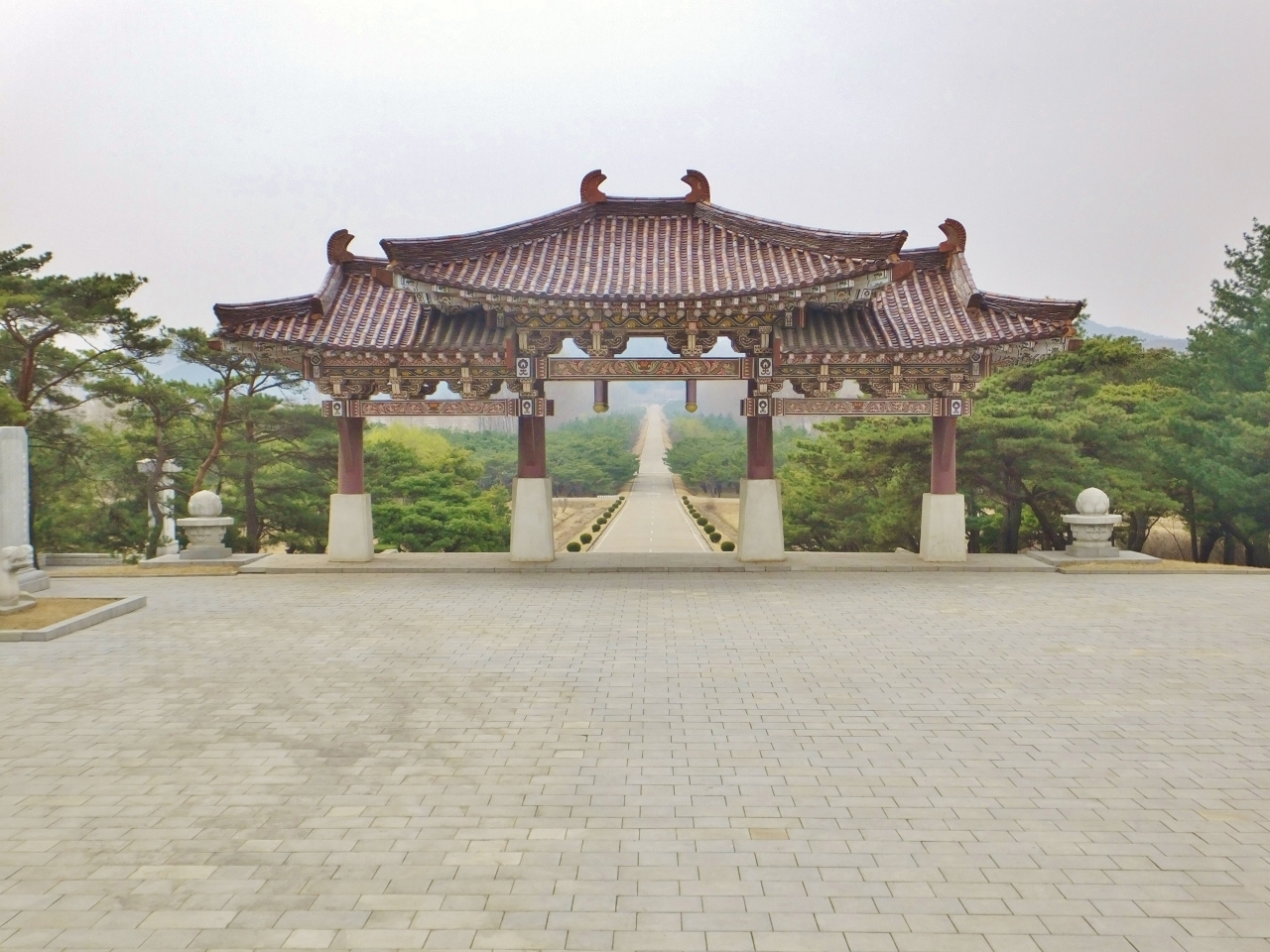